# Brill Cagliari 1974-1975
Nella stagione 1974-1975, la Brill Cagliari ha disputato il campionato di Serie A Nazionale,  massimo livello del Basket italiano concludendo il campionato all' undicesimo  posto.
In questo modo la Brill ebbe accesso ai gironi di classificazione per la permanenza nella massima divisione. Giungendo seconda nel girone A ottenne la Salvezza.

## Roster
|  | Naz.                   | Ruolo | Sportivo          | Anno | Alt. | Peso |  |
|  | ---------------------- | ----- | ----------------- | ---- | ---- | ---- |  |
|  | Italia (bandiera)      | A     | Eligio De Rossi   |      |      |      |  |
|  | Argentina (bandiera)   | C     | Carlos Ferello    |      | 193  |      |  |
|  | Italia (bandiera)      |       | Massimo Lucarelli |      | 194  |      |  |
|  | Italia (bandiera)      |       | Luigi Maxia       |      |      |      |  |
|  | Italia (bandiera)      |       | Francesco Mastio  |      |      |      |  |
|  | Italia (bandiera)      | G     | Federico Nizza    |      |      |      |  |
|  | Italia (bandiera)      | A     | Salvatore Serra   |      | 197  |      |  |
|  | Stati Uniti (bandiera) | C     | John Sutter       |      | 205  |      |  |
|  | Italia (bandiera)      | A     | Mario Vascellari  |      | 193  |      |  |
|  | Italia (bandiera)      | P     | Massimo Villetti  |      | 184  |      |  |